# Eleutherodactylus caribe
Espèce
Statut de conservation UICN

 CR A3c; B2ab(iii) : 
En danger critique
Eleutherodactylus caribe est une espèce d'amphibiens de la famille des Eleutherodactylidae.

## Répartition
Cette espèce est endémique d'Haïti. Elle se rencontre  dans la mangrove des environs de Dame-Marie dans la péninsule de Tiburon.

## Description
Les mâles mesurent de 15,7 à 18,1 mm et les femelles de 17,2 à 20,1 mm.

## Publication originale
- Hedges & Thomas, 1992 : A new marsh-dwelling species of Eleutherodactylus from Haiti (Anura: Leptodactylidae). Journal of herpetology, vol. 26, no 2, p. 191-195 (texte intégral).